# Bathyaethiops
Bathyaethiops és un gènere de peixos pertanyent a la família dels alèstids. que es troba a Àfrica.

## Taxonomia
- Bathyaethiops breuseghemi (Poll, 1945)[3]
- Bathyaethiops caudomaculatus (Pellegrin, 1925)[4]
- Bathyaethiops greeni (Fowler, 1949)[5][6]